# Epagny Metz-Tessy
Epagny Metz-Tessy (/epaɲi mɛtɛsi/) est, depuis le 1er janvier 2016, une commune nouvelle française située dans le département de la Haute-Savoie en région Auvergne-Rhône-Alpes. Épagny est son chef-lieu.

## Géographie

### Situation
- 1Carte dynamique
- 2Carte OpenStreetMap
- 3Carte topographique
- 4Carte avec les communes environnantes

### Voies de communication et transport
En avril 2023, deux véhicules électriques d'Autopartage opérés par Citiz Alpes Loire sont à disposition sur le territoire de la commune.

## Urbanisme

### Typologie
Au 1er janvier 2024, Epagny Metz-Tessy est catégorisée ceinture urbaine, selon la nouvelle grille communale de densité à sept niveaux définie par l'Insee en 2022.
Elle appartient à l'unité urbaine d'Annecy, une agglomération intra-départementale regroupant quatorze  communes, dont elle est une commune de la banlieue,,. Par ailleurs la commune fait partie de l'aire d'attraction d'Annecy, dont elle est une commune de la couronne,. Cette aire, qui regroupe 79 communes, est catégorisée dans les aires de 200 000 à moins de 700 000 habitants,.

## Toponymie
Le nom de la commune est formé par la réunion de ceux des deux communes fusionnées. Le -z final de Metz ne se prononce pas, mais indique que l'accentuation du mot va sur la première syllabe.
Les habitants de la commune sont nommés les Épatesserans.

## Histoire
La commune est créée le 1er janvier 2016 par un arrêté préfectoral du 26 septembre 2015 qui fusionne les deux communes d'Épagny et de Metz-Tessy qui ne deviennent pas des communes déléguées, ainsi qu'il est précisé à l'article 6 de cet arrêté. Son chef-lieu est fixé à Épagny.

## Politique et administration

### Administration municipale
Jusqu'aux élections municipales de 2020, le conseil municipal de la nouvelle commune est constitué de l'ensemble des conseillers municipaux des anciennes communes, au nombre de 50.

### Liste des maires
| Période        | Période  | Identité      | Étiquette | Qualité                                                                            |
| -------------- | -------- | ------------- | --------- | ---------------------------------------------------------------------------------- |
| 8 janvier 2016 | En cours | Roland Daviet | DVD       | Cadre du secteur privé Maire d'Épagny (2008 → 2015) Réélu pour le mandat 2020-2026 |

### Intercommunalité
La commune fait partie de Grand Annecy.

## Population et société

### Démographie
| Nom            | Code Insee | Intercommunalité | Superficie (km2) | Population (dernière pop. légale) | Densité (hab./km2) |
| -------------- | ---------- | ---------------- | ---------------- | --------------------------------- | ------------------ |
| Épagny (siège) | 74112      | CA d'Annecy      | 6,77             | 4 118 (2013)                      | 608                |
| Metz-Tessy     | 74181      | CA d'Annecy      | 5,29             | 3 051 (2013)                      | 577                |

## Économie
La commune accueille de nombreuses entreprises, l'hôpital de l'agglomération, l'aéroport et la zone commerciale et artisanale du Grand Épagny.
- Centre hospitalier Annecy Genevois
- Aéroport d'Annecy Haute-Savoie Mont-Blanc
- Centre commercial régional - Grand Épagny - Annecy (ZAC du Grand Épagny)

## Culture locale et patrimoine

### Lieux et monuments
- Église Saint-Pierre-aux-Liens d'Épagny

### Personnalités liées à la commune
Ludovic Baetz (1973-), pilote de karting (1987 à 1995), 3 fois champion de France, habite Épagny depuis 1996.